# Citi Zēni
Citi Zēni är en lettisk popgrupp bildad 2020. De representerade Lettland i Eurovision Song Contest 2022 med låten "Eat Your Salad", men gick inte vidare från semifinalen.
Gruppen bildades år 2020 vid ett musikskrivarläger som ägde rum utanför Riga. Citi Zēni består av de sex bandmedlemmarna Jānis Pētersons (sång), Dagnis Roziņš (sång, saxofon), Reinis Višķeris (keyboard), Krišjānis Ozols (gitarr), Roberts Memmēns (bas, sång) och Toms Kagainis (trummor). År 2021 släppte gruppen sitt debutalbum Suņi Iziet Ielās. Citi Zeni musik definieras som pop, R&B, rap, groove, jazz och neosoul med komiska och satiriska texter.